# Trollebo, Vetlanda kommun
Trollebo är en herrgård i Lemnhults socken i Vetlanda kommun, belägen vid sjön Värnen.

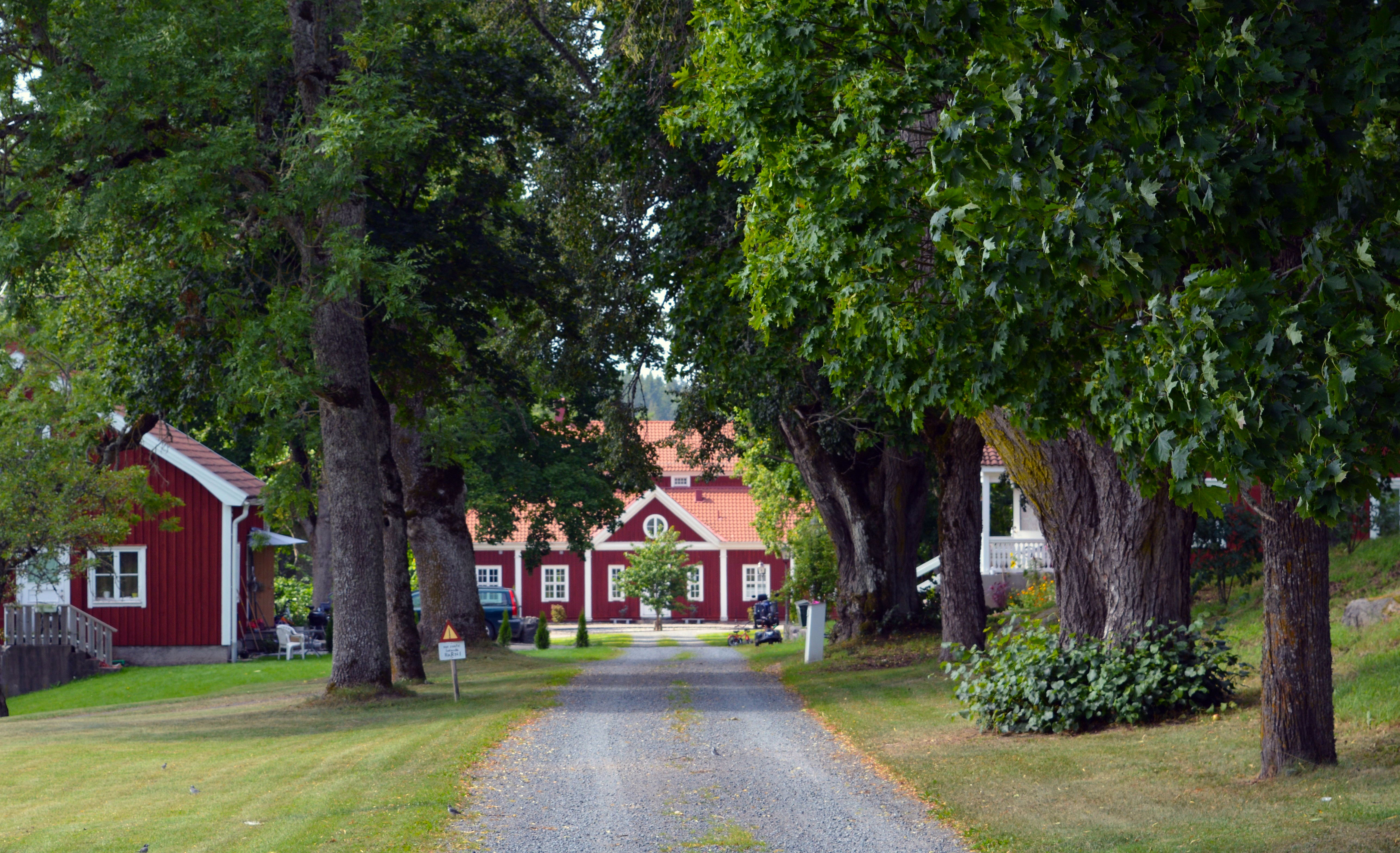
Trollebo herrgård

Trollebo, som tidigare hette Boo, men fick senare sitt namn efter släkten Trolle som redan på 1200-talet ägde jord här. Birger Trolle den äldre bodde på Boo 1440 med sonen Birger Trolle den yngre bosatte sig på Bergkvara. Trollebo har senare tillhört släkterna Falkenberg, Horn, Ribbing, Oxenstierna, Sparre, Thörnflycht och Örnfelt.
Flera sägner har spunnits kring godset. Enligt en bodde två systrar Horn på Trollebo, vilka inte alls kunde komma överens. Den ena systern skall ha låtit ta upp en egen ingång i Lemnhults gamla kyrka. De ville inte heller begravas i samma grav varför den ena systern begravdes på kyrkogården och den andra under en ek vid stranden nedanför Trollebo. Efter döden sökte de som spöken försonas. Vid "Gråtareviken" i Värnen möttes de båda om nätterna och föll i gråt i varandras armar. En sten som kallas "gråtestenen" var varje morgon våt av deras tårar. Carl August Cederborg har behandlat den här och andra sägner i sin historiska roman Vita frun på Trollebo som utspelar sig runt tiden 1728 då landshövdingen och amiralen Jonas Fredrik Örnfelt tog över Trollebo. Vita frun på Trollebo var enligt sägnerna Sigrid Horn, som tagit sitt liv på Trollebo och därefter spökade på herrgården.
Skogsstyrelsen tog senare över gården men sedan 2007 är gården i privat ägo.